# 95853 Jamescarpenter
95853 Jamescarpenter este o planetă minoră (asteroid) din centura de asteroizi. A fost descoperită pe 31 martie 2003 la Catalina Station⁠(d) de Catalina Sky Survey. 
Obiectul prezintă o orbită caracterizată de o semiaxă mare de 2,4324001994609 UAi, o excentricitate de 0,08, o înclinație de 6,9 ° în raport cu ecliptica.